# Dalgona

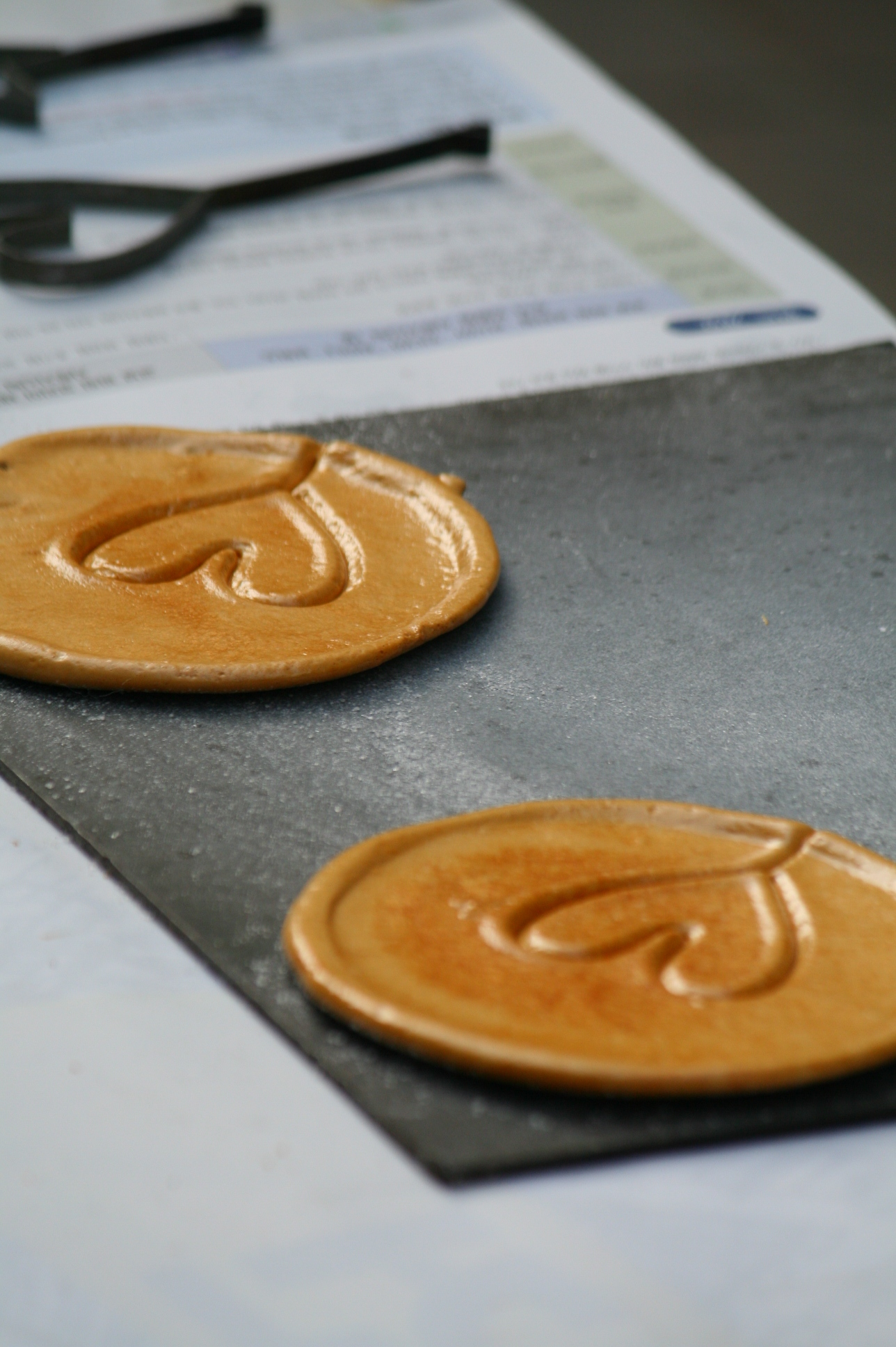
Dalgona-Kekse mit Herz-Muster

Dalgona (달고나), auch Ppopgi (뽑기), ist eine koreanische Süßigkeit aus Karamell, ähnlich dem im englischsprachigen Raum verbreiteten Honeycomb Toffee. Dalgona erreichte 2021 durch die Serie Squid Game des Streamingdienstes Netflix weltweite Bekanntheit und wurde schnell zum Internet-Phänomen, insbesondere auf der Plattform TikTok.
Für die Herstellung von Dalgona wird Zucker karamellisiert und mit Natron versetzt. Durch die Hitze zersetzt sich das Natron und setzt Gas frei, das die Zuckermasse aufschäumt. Die entstandene Masse wird zum Abkühlen und Aushärten auf eine glatte Oberfläche gegeben. Optional kann dann beispielsweise mit einer Plätzchen-Ausstechform ein Muster in die Karamellplatte gestempelt werden.
Dalgona wird in Südkorea als Street Food verkauft und war insbesondere in den 1970er- und 1980er-Jahren populär. Manche Verkäufer bieten ihren Kunden eine Wette an: Schaffen diese es, das gestempelte Muster mit Hilfe einer Nadel so aus dem Keks herauszutrennen, dass das Innere nicht bricht, bekommen sie einen zweiten Keks geschenkt. In der Netflix-Serie Squid Game müssen die Teilnehmer eines Wettbewerbes dies auch versuchen. Der Preis ist jedoch kein zweiter Keks, sondern das eigene Überleben.

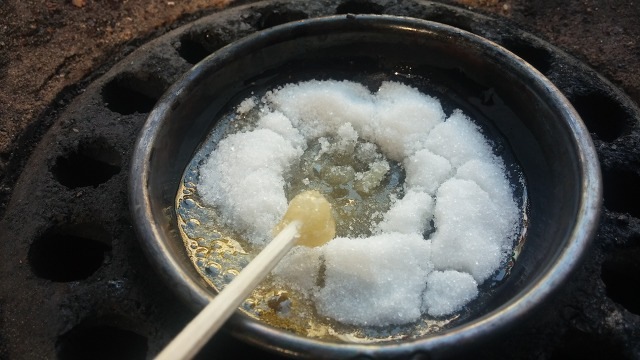
Herstellung von Dalgona
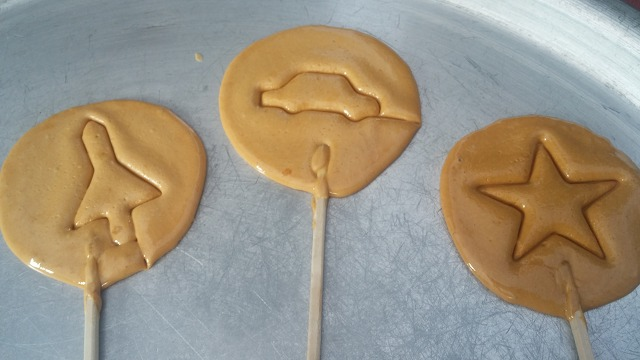
Fertige Dalgona-Kekse am Stiel
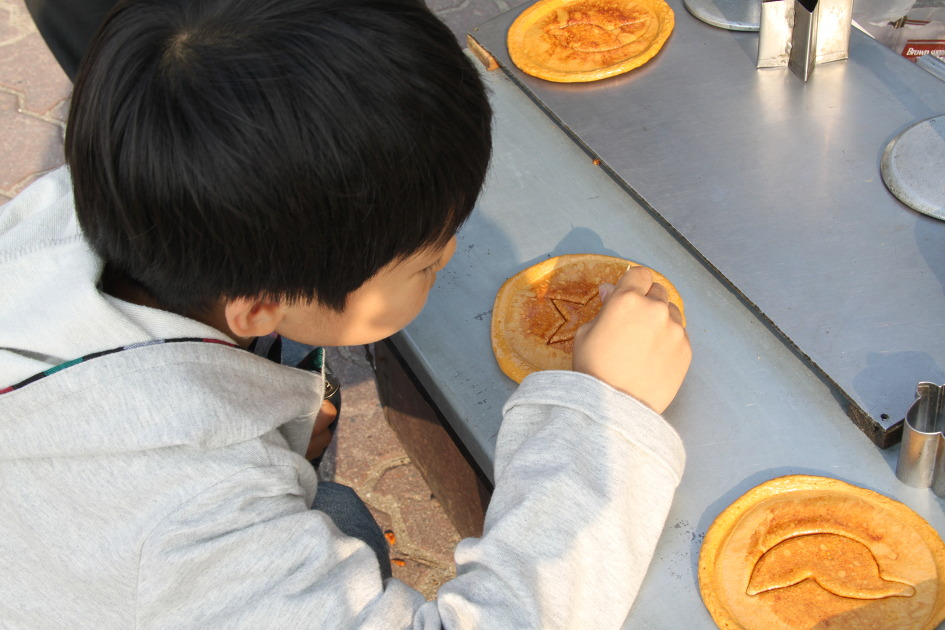
Kinderspiel: Das Motiv mit einer Nadel heraustrennen